# Ficus pseudopalma
Ficus pseudopalma är en mullbärsväxtart som beskrevs av Francisco Manuel Blanco. Ficus pseudopalma ingår i släktet fikonsläktet, och familjen mullbärsväxter. Inga underarter finns listade i Catalogue of Life.

## Bildgalleri

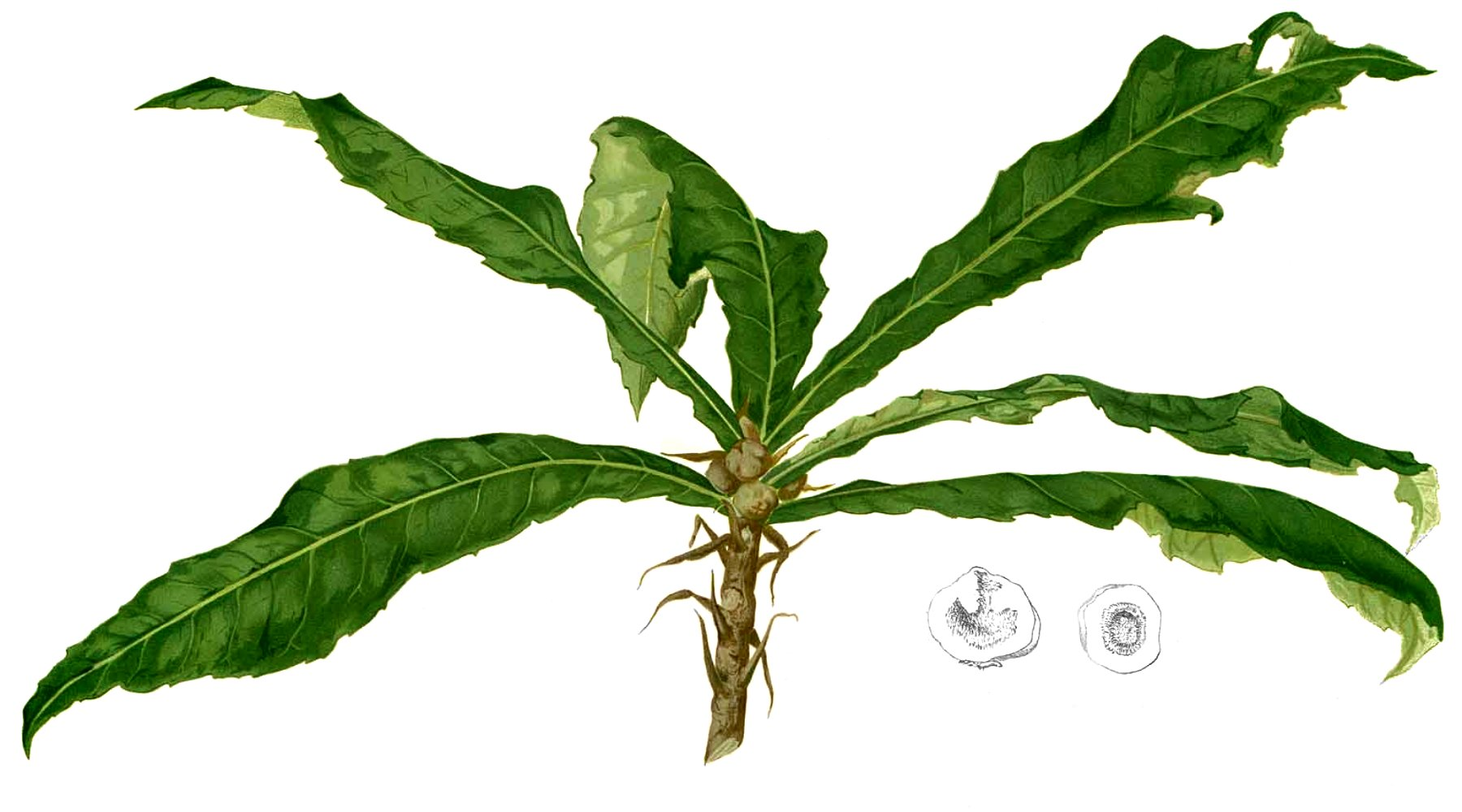
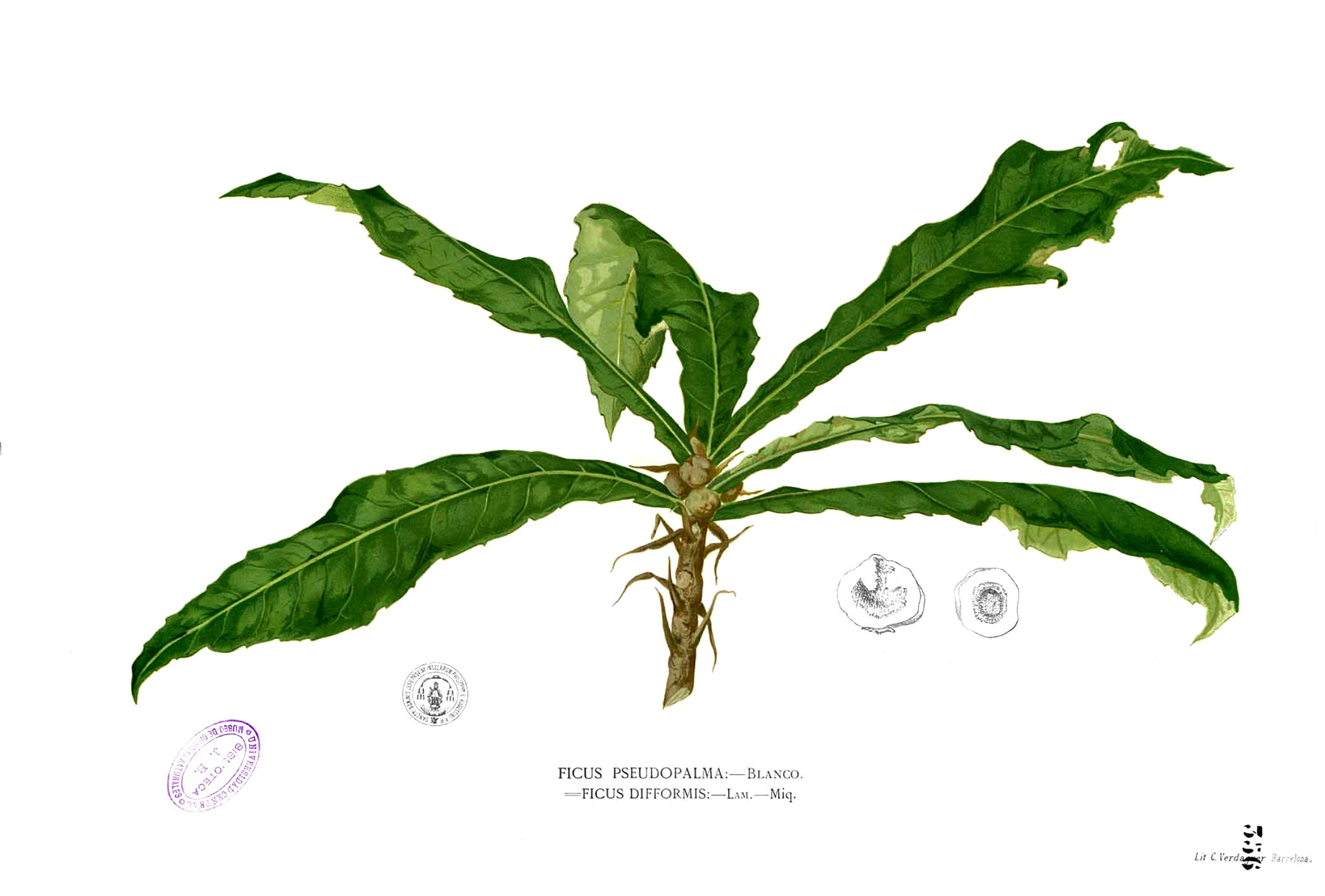
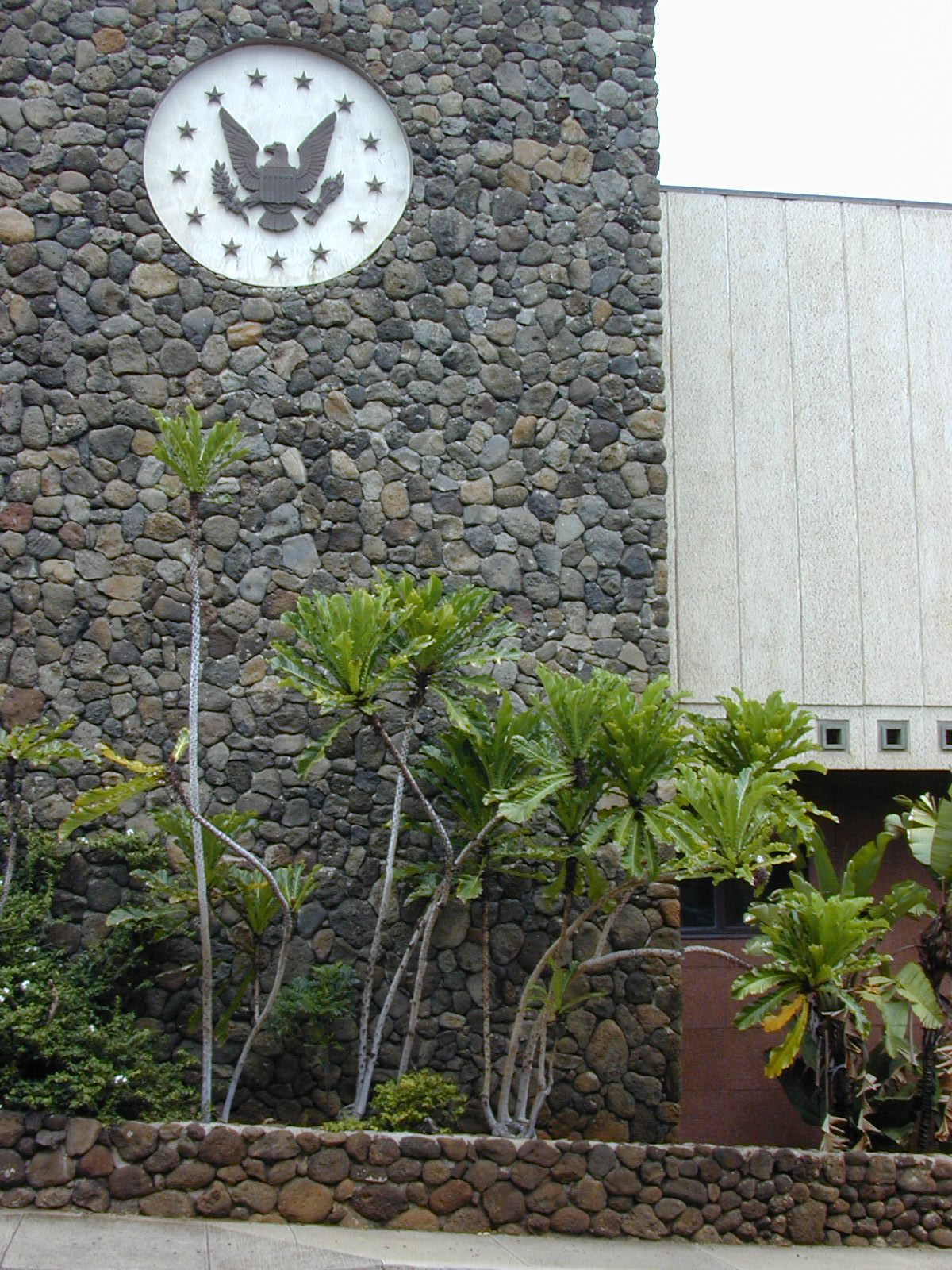
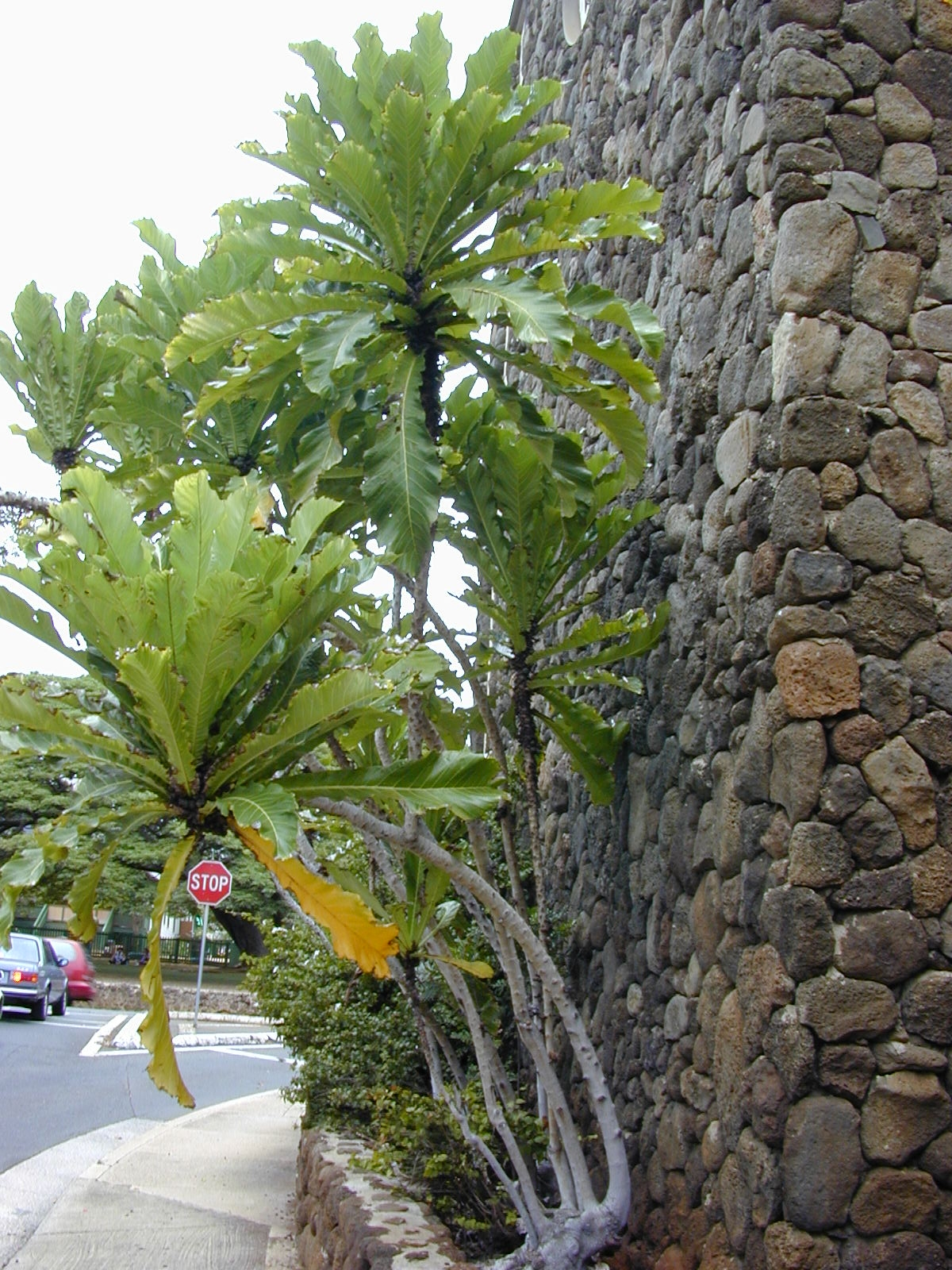
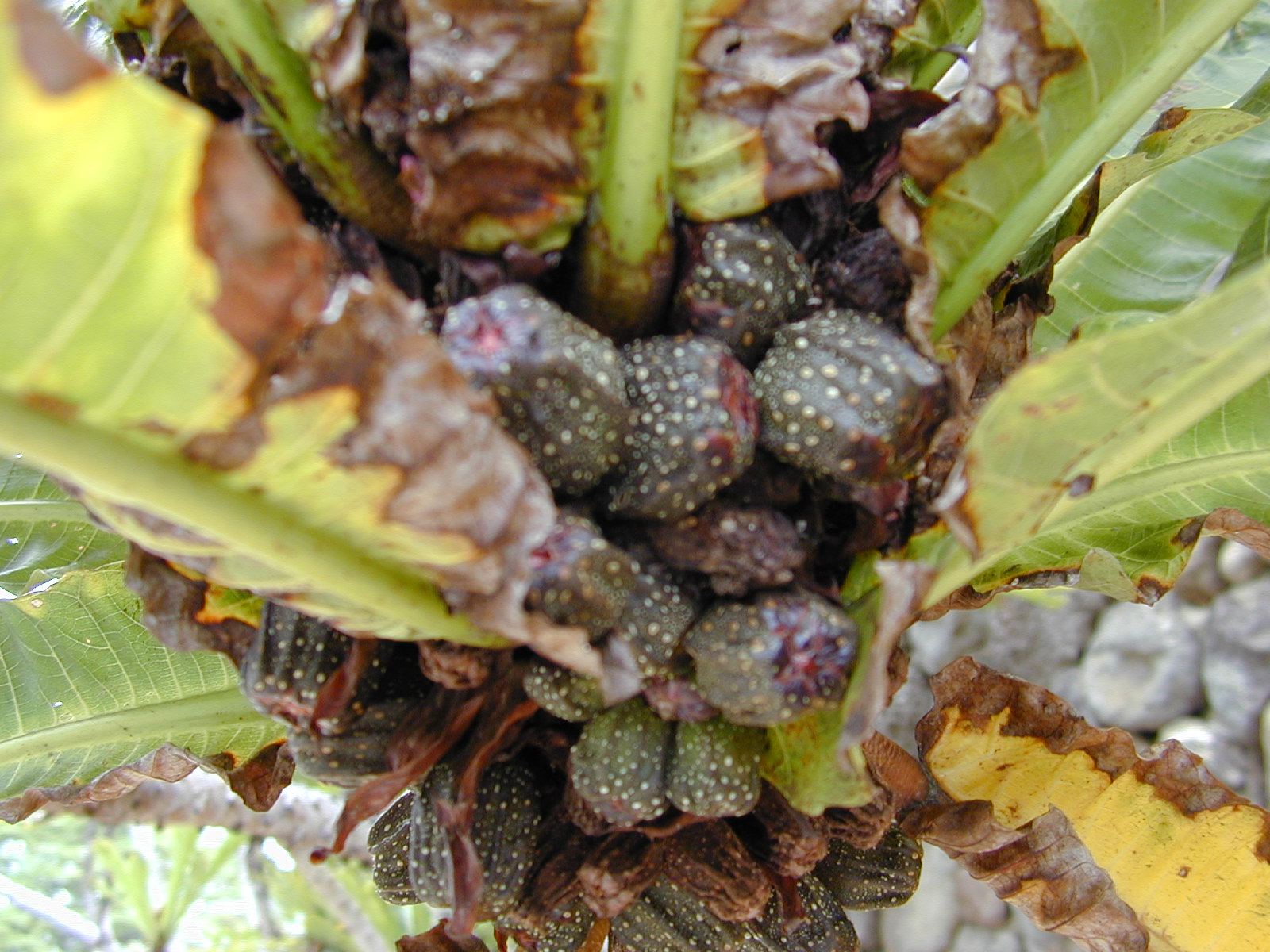
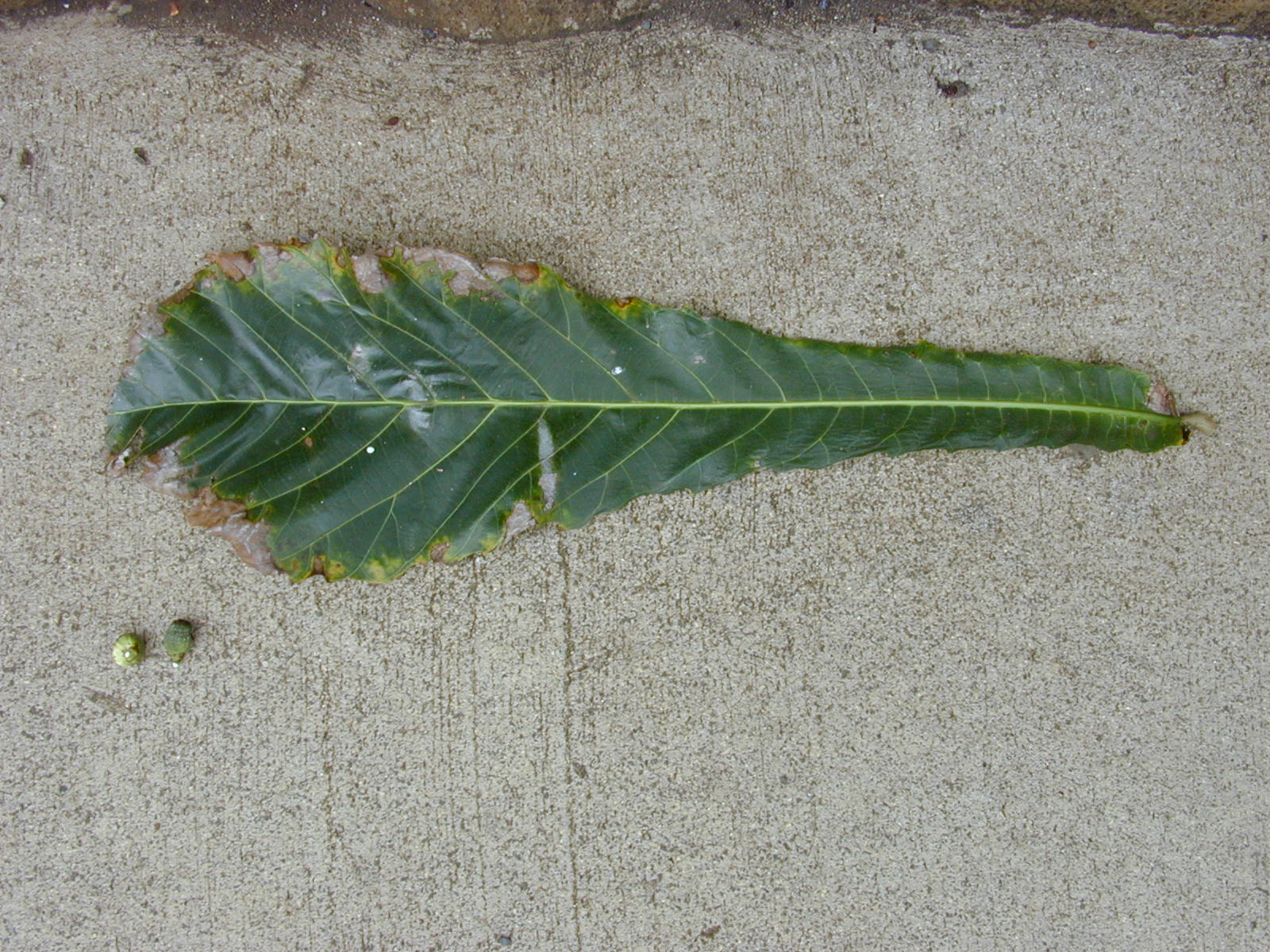